# 交通警察

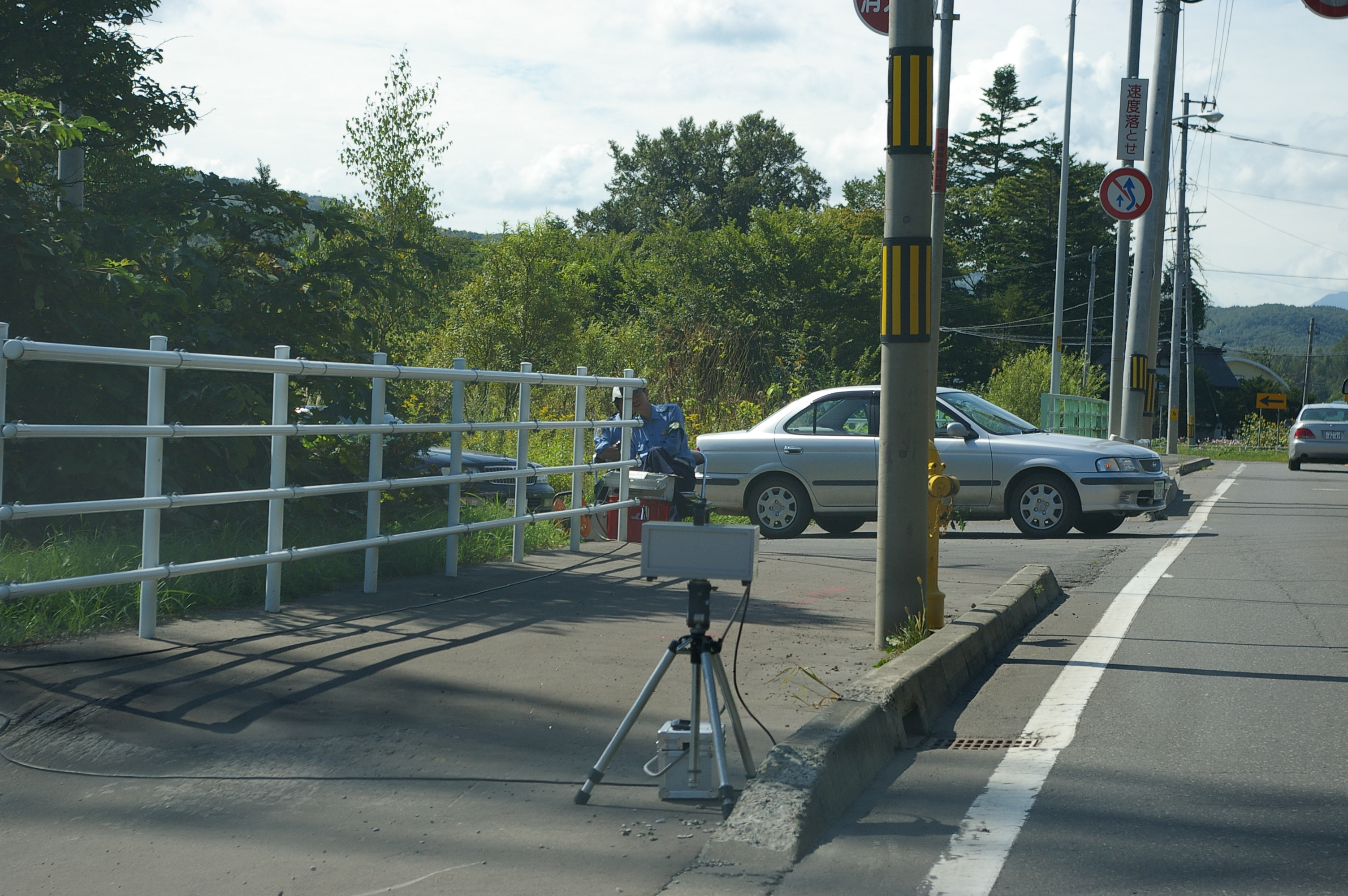
速度取締の光景

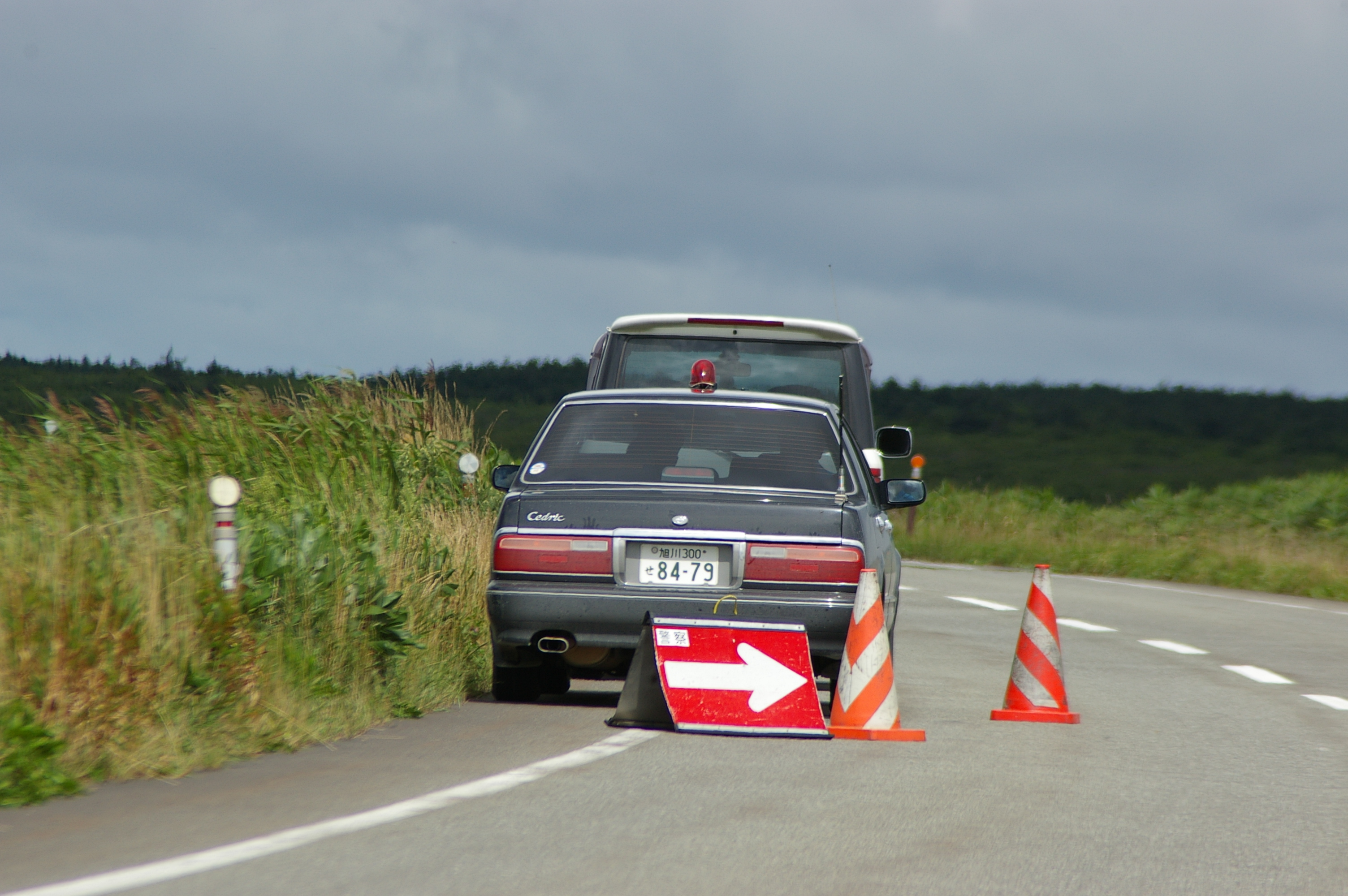
覆面パトカーによる取締

交通警察（こうつうけいさつ）とは、交通の取締や事故の防止を担う組織・部門である。公共の安全、秩序の維持を目的とする警察作用の中で、
- 犯罪の捜査などを担う刑事警察
- 暴力主義的な破壊活動などによる社会体制そのものの破壊や国益の侵害にあたる行為の取締や予防を担う警備警察・公安警察
- 地域の安全を担う地域警察
- 市民の生活の安全を担う生活安全警察
- 警察の庶務を担う警務警察
- 暴力団などの組織犯罪の取締を担う組織犯罪対策警察

に対し、このように呼ばれる。その所管は交通違反の取締、交通安全、更に交通事故の処理や運転免許に関する事務、道路交通法違反や自動車運転死傷行為処罰法違反などの捜査を含め、多岐に渡る。